# 1493
Cette page concerne l'année 1493  du calendrier julien. Pour l'année 1493 av. J.-C., voir 1493 av. J.-C.
L'année 1493 est une année commune qui commence un mardi.

## Asie
- 29 juin : au Japon, le shogun Yoshitane Ashikaga, trahi par son kanrei Hosokawa Masamoto, doit abdiquer. Il retrouve son titre en 1508[1].

## Afrique
- 3 mars (ou le 12 avril[2]) : bataille d'Angoo. Askia Mohammed Touré devient Empereur songhaï. Il inaugure la dynastie des Askia et pacifie et réorganise l’empire[3].
  - Sonni Ali Ber disparaît lors d’une expédition contre les Dogon (falaise de Bandiagara) et le royaume de Gourma en novembre 1492. Son fils Sonni Baro ne règne que quelques mois, car un des lieutenants d’Ali âgé de 50 ans, Mohammed Touré, se dresse contre lui. Les troupes des deux hommes se rencontrent à Ankoo, près de Gao. Les rebelles de Mohammed Touré sont vainqueurs et Sonni Baro doit se réfugier à Ayorou, au sud-est du Songhaï, où il mourra sans avoir pu reconquérir son trône[4].

## Explorations européennes outremer et Amérique

### Empire inca
- Dans la chronologie de John Rowe, début du règne de l'empereur inca Huayna Capac. Il fonde une seconde capitale à Quito (fin en 1525)[5].

### Exploration et colonisation castillanes

#### Fin du premier voyage de Christophe Colomb
- 4 janvier : départ de Christophe Colomb d'Hispaniola sur la Pinta (Colomb) et la Niña (Pinzon), pour rentrer en Espagne.
- 4 mars : escale à Lisbonne après une tempête pour réparer la Niña et entrevue avec le roi de Portugal, Jean II ; Pinzon a été dérouté en Galice.
- 15 mars : Colomb atteint Palos de la Frontera, son port de départ (3 août 1492). Il est accueilli en avec enthousiasme par les habitants de la ville.
- mars-avril : il se rend à Barcelone, où se trouvent alors les Rois catholiques, qui le confirment dans les fonctions prévues par les capitulations de Santa Fe (1492) de vice-roi des Indes et d'amiral de la Mer Océane[6].
- 4 mai : par la bulle Inter cœtera, le pape Alexandre VI Borgia divise l'océan Atlantique par un méridien situé à 100 lieues à l'ouest des Îles du Cap-Vert : les terres en deçà (sauf les Canaries, déjà castillanes) sont réservées au roi de Portugal, celles situées au-delà au roi de Castille[6].

#### Début du deuxième voyage de Colomb
- 25 septembre : Christophe Colomb repart de Cadix avec dix-sept navires et 1 200 à 1 600 hommes pour son deuxième voyage (fin en 1496)[6].
- 12 novembre : il découvre les Petites Antilles, notamment la Dominique et la Guadeloupe, et par la suite Porto Rico.
- début décembre : il atteint Hispaniola et trouve le fort de La Navidad détruit et sa garnison anéantie (39 hommes) à la suite d'une révolte des indigènes. L'enquête menée par Colomb n'est suivie d'aucune représailles.
- 7 décembre : il décide de fonder une ville, Isabela.

#### Îles Canaries
- 3 mai : fin de la conquête de La Palma, aux îles Canaries, par Alonso Fernandez de Lugo[7].

### Exploration et colonisation portugaises
Les Portugais explorent et colonisent depuis 1420 les côtes de l'Afrique ; ils ont atteint le cap de Bonne-Espérance en 1488.
- 1493 : l'île de Sao Tomé, inhabitée, découverte en 1470, est inféodée à Alvaro Caminha, à charge pour lui d'en assurer le peuplement, éventuellement en utilisant des condamnés de droit commun et des prostituées.
- Septembre : arrivée à Sao Tomé de juifs espagnols réfugiés au Portugal en 1492[8].
- L’ambassadeur du roi de Portugal Pêro da Covilhã arrive dans le Choa (Éthiopie), pour négocier une alliance avec le roi d’Éthiopie contre les Mamelouks d'Egypte[9]. Il n’en revient pas, et y meurt trente ans plus tard, par la suite de l’usage de retenir les envoyés étrangers.

## Europe

### Événements non politiques
- 22 juillet : la peste est signalée à Châlons-sur-Marne[10].

### France (règne de Charles VIII)
- 11 décembre, France : édit organisant la fonction de maître des requêtes, chargés de contrôler les actes des administrateurs, des juges et des financiers[11].

### Péninsule italienne (pontificat d'Alexandre VI)

#### Divers
- 12 juin : mariage de Lucrèce Borgia (13 ans) avec Giovanni Sforza[12], décidé par son père, le pape Alexandre VI, et son frère, César Borgia.
- 18 juin : Alexandre VI absout Pic de la Mirandole de toute accusation d’hérésie[13].

#### Guerres d'Italie
- 19 janvier : traité de Barcelone entre Charles VIII et les rois Catholiques. Charles VIII rétrocède la Cerdagne et le Roussillon à l’Aragon[14]. Charles VIII s'assure ainsi la neutralité du roi d'Aragon relativement à son projet de conquérir le royaume de Naples (première guerre d'Italie, 1494-1497).

### État bourguignon (règne de Philippe le Beau, régence de Maximilien d'Autriche)
Maximilien d'Autriche, veuf de la duchesse Marie de Bourgogne (1457-1482), est le père de Philippe le Beau, duc de Bourgogne (en titre) et souverain des Pays-Bas bourguignons.
- 23 mai : traité de Senlis entre Charles VIII et Maximilien d'Autriche, qui annule certaines dispositions du Traité d'Arras (1482) : les Habsbourg recouvrent le comté d'Artois, le comté de Bourgogne et le Charolais. Maximilien renonce à ses ambitions sur le duché de Bretagne[15], Charles VIII ayant épousé la duchesse Anne après avoir rompu ses fiançailles (de 1482) avec la fille de Maximilien, Marguerite. Ce traité marque la fin de la crise de la succession de Charles le Téméraire (mort en 1477). Il assure aussi à Charles VIII la neutralité de Maximilien et de Philippe le Beau par rapport à son projet de conquête du royaume de Naples.

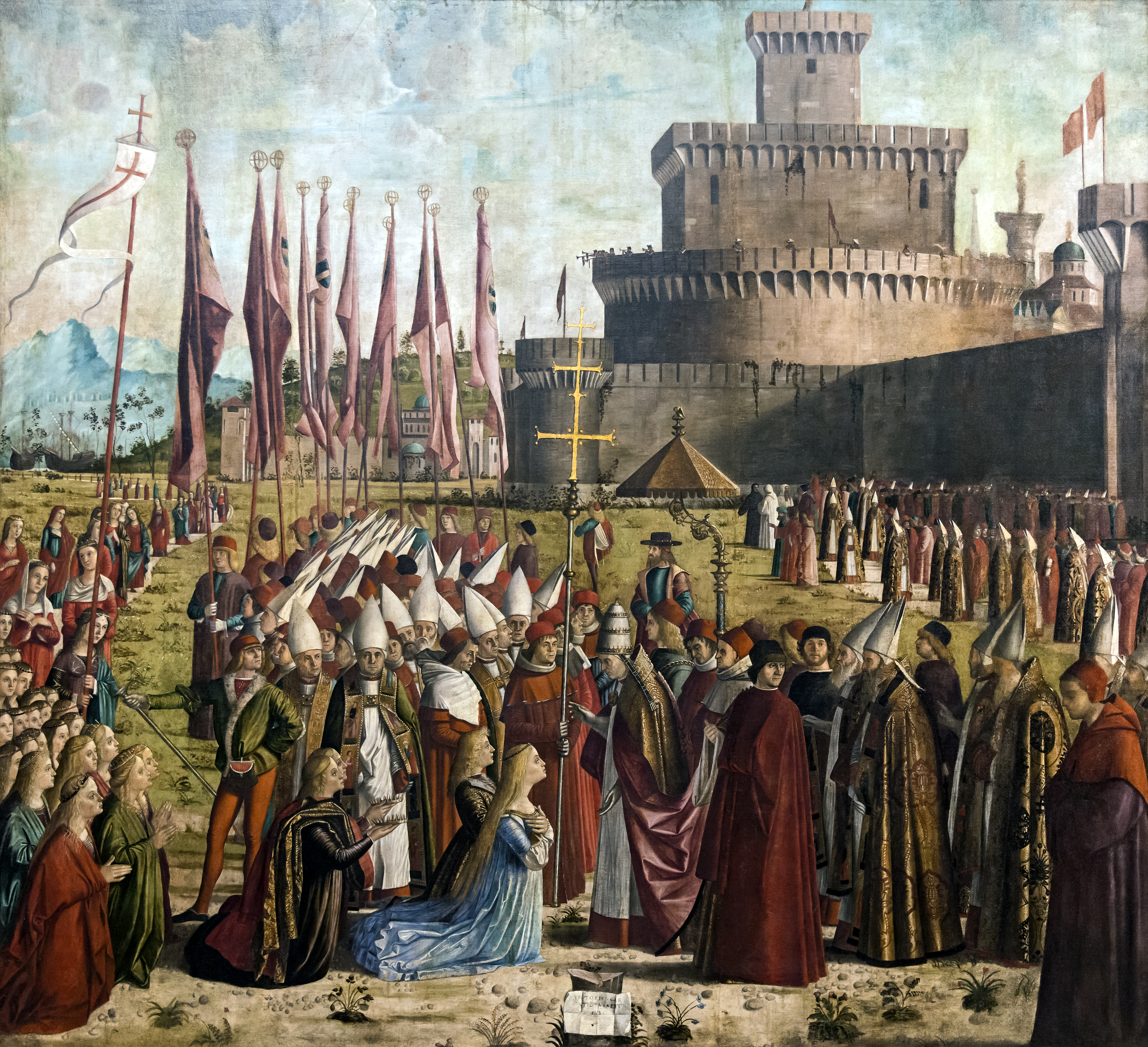
Scène de la légende de Sainte Ursule, par Vittore Carpaccio. Rencontre avec le pape au cours d’un pèlerinage.

### Castille et Aragon (règne d'Isabelle de Castille et de Ferdinand II d'Aragon)
- Convention entre la république de Gênes et les Rois catholiques en vue de la fondation d'une colonie génoise à Séville[16].

### Saint-Empire (règne de Frédéric III, puis de Maximilien Ier
- 25 mai : échec d'une révolte paysanne à Sélestat en Alsace sous Hans Ulman (Bundschuh, « Ligue des paysans »)[17].

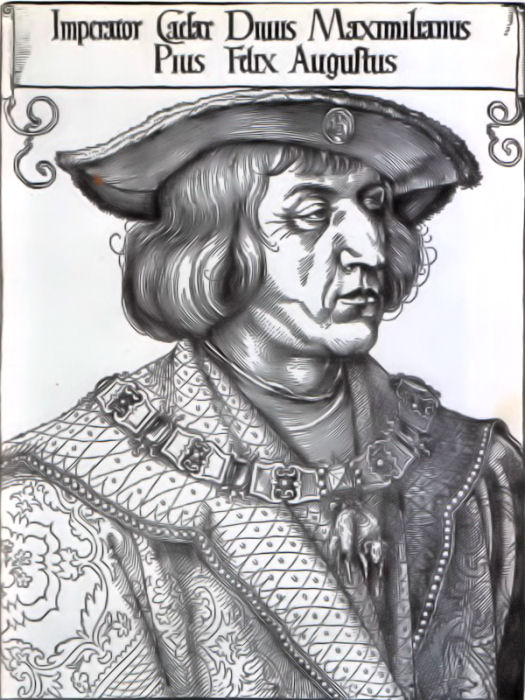
19 août : Maximilien Ier

- 19 août : mort de l'empereur Frédéric III, aussi chef de la maison de Habsbourg. Début du règne de Maximilien d'Autriche, empereur romain germanique (fin en 1519)[18]. Il tente de renforcer le pouvoir impérial en réorganisant les institutions du Saint-Empire. Il entre en compétition avec l’électeur-archevêque de Mayence Berthold de Henneberg qui souhaite renforcer l’empire, mais au profit des princes (1500).[pas clair]

- 19 août : Grâce à la renonciation de Sigismond de Tyrol, Maximilien d'Autriche regroupe sous son autorité directe l’ensemble des pays héréditaires de la maison de Habsbourg : Basse-Autriche, Tyrol, Autriche intérieure (Styrie, Carinthie, Carniole), évêchés de Brixen, de Trente, le comté de Goritz, la Souabe orientale, des seigneuries autour d’Augsbourg, et l’Autriche antérieure (Haute-Alsace, Brisgau, Ensisheim, Fribourg…). Il établit sa capitale à Innsbruck où il institue un gouvernement de régence et une chambre des comptes (1496).

### Danemark (règne de Jean Ier)
- 8 novembre[19] : Jean Ier de Danemark conclut à Copenhague une alliance avec Ivan III de Moscou, alors en conflit avec la Suède[20].

### Pologne et Lituanie
- 28 janvier-4 avril[21] : réunion de la Diète générale de Pologne à Piotrków Trybunalski (c'est la première des deux-cents diètes tenues jusqu’en 1795. Elle est formée d’un sénat et d’une chambre des députés. Elle prendra les décisions essentielles sanctionnées par le roi. Elle marque une revanche des moyens et des petits nobles contre les magnats qui, familiers du monarque, se partagent les charges de l’État).

### Moscovie/Russie (règne d'Ivan III)
- le prince de Moscou Ivan III prend le titre de souverain (gossoudar) de toute la Russie[22].

### Empire ottoman
- 9 septembre : victoire des Ottomans sur les Croates à Krbava. Les troupes du ban de Croatie Mirko Derenčin  sont massacrées[23].

## Naissances en 1493
- 10 novembre : Paracelse, médecin, philosophe, alchimiste et théologien laïc suisse († 24 septembre 1541).

- Date précise inconnue :
- Bartholomaeus Bruyn le Vieux, peintre allemand († 22 avril 1555).

## Décès en 1493
- 31 mars[24] : Martín Alonso Pinzón, à peine de retour des Amériques, meurt au monastère de La Rábida probablement de la syphilis.

- 27 juin : le prêtre Jean Langlois, niant la présence réelle, est brûlé à Paris pour avoir piétiné des hosties à Notre-Dame de Paris[25].

- 19 août : Frédéric III, empereur romain germanique[18].